# Dolní Vilímeč
Dolní Vilímeč (německy Unter Wilimetsch) je obec v okrese Jihlava v Kraji Vysočina. Žije zde 98 obyvatel.

## Název
Název se vyvíjel od varianty Wylemicz (1349), v Vílemci (1481), Wylemcze (1482), Wylimczie (1573), Wylimicie (1592), Wyllimecz (1678), Willimicž (1718), Wylymtze (1720), Willimetsch (1751), Willimetsch a wilimeč (1846), Unter Wilimetsch a Dolní Vilímeč (1872), Vilímeč (1881), Unter Wilimetsch a Dolní Vilimeč (1885), Unterwilimetsch a Dolní Vilímeč (1815) až k podobě Dolní Vilímeč v roce 1924. Místní jméno je odvozeno od osobního jména Vilém a znamenalo Vilémova ves, přívlastek dolní získala obec až v 19. století, aby se odlišila od Horní Vilímče, zeměpisné určení se vztahovalo k Telči.

## Historie
První písemná zmínka o obci pochází z roku 1349, kdy se podle ní psal Luneta z Vilémovic. Koncem 15. století se Vilímeč dostala do držení novoříšského ženského kláštera, který se snažil o restituci svého majetku. Se statkem Novou Říší se dostala Vilímeč roku 1528 prostřednictvím Adama z Hradce a na Telči obci Nové Říši. Obec pak prodala veškerý svůj pozemkový majetek v roce 1536 klášteru, takže od tohoto roku se počítala Vilímeč ke klášternímu zboží. Ves pak sdílela osudy novoříšského klášterního panství až do roku 1849. Podle vceňovacího operátu žilo v roce 1843 v Dolní Vilímči 257 obyvatel, z toho 145 mužů a 112 žen v 45 domech a 62 domácnostech. Z nich se živilo 21 zemědělstvím, 6 živnostmi, vedle 45 nádeníků. Desátky se odváděly panství Nová Říše. Z Dolní Vilímče se jezdilo na týdenní úterní trhy do Telče. Z uvedených živností zde byl 1 podkovář, 2 tkalci lněného plátna a 3 krejčí. Obec po územní reorganizaci roce 1949 zůstala ve správním okrese Dačice a v jeho rámci v nově vzniklém Jihlavském kraji. Při další územní reorganizaci v polovině roku 1960 připadla pod správní okres Jihlava a Jihomoravský kraj až do zrušení Okresního úřadu v Jihlavě koncem roku 2002. V roce 1980 byla připojena pod obec Nová Říše, aby se v roce 1990 opět osamostatnila. Od roku 2003 spadá jako samostatná obec pod pověřený městský úřad v Telči.
V letech 2006–2010 působil jako starosta František Herynek, od roku 2010 vykonává tuto funkci Antonín Doležal.
Ve druhé polovině 19. a v první polovině 20. století se většina obyvatelstva obce živila zemědělstvím. Živnosti roce 1924: 1 cihlář, 1 hostinský, 1 kovář, 1 obuvník, 30 hosp. rolníků. Elektrifikace obce byla provedena v roce 1931 připojením na síť ZMS Brno. JZD vzniklo roku 1957, v roce 1974 se sloučilo s JZD Vystrčenovice a roku 1975 s JZD Zvolenovice, čímž vzniklo JZD Jiskra Dolní Vilímeč a to bylo roku 1978 sloučeno s JZD Nová Říše. Po roce 1945 postaveno: hasičská zbrojnice, přestavba a přístavba bývalé školy v kulturní dům.

## Přírodní poměry
Dolní Vilímeč leží v okrese Jihlava v Kraji Vysočina. Nachází se 7 km jihovýchodně od Telče. Geomorfologicky je oblast součástí Křižanovské vrchoviny, leží na rozmezí jejích podcelků Dačická kotlina a Brtnická vrchovina, v jejíž rámci spadá pod geomorfologický okrsek Markvartická pahorkatina. Průměrná nadmořská výška činí 534 metrů. Nejvyšší bod o nadmořské výšce 600 metrů leží 0,5 km severovýchodně od obce. Dolní Vilímčí protéká Vilímečský potok, na němž se severně od obce rozkládá Vilímečský rybník. Jižní část východní hranice katastru tvoří Řečice.

## Obyvatelstvo
Podle sčítání 1930 zde žilo v 42 domech 211 obyvatel. 211 obyvatel se hlásilo k československé národnosti. Žilo zde 210 římských katolíků a 1 příslušník Církve československé husitské.
| Rok            | 1869 | 1880 | 1890 | 1900 | 1910 | 1921 | 1930 | 1950 | 1961 | 1970 | 1980 | 1991 | 2001 | 2011 | 2021 |
| -------------- | ---- | ---- | ---- | ---- | ---- | ---- | ---- | ---- | ---- | ---- | ---- | ---- | ---- | ---- | ---- |
| Počet obyvatel | 221  | 220  | 217  | 213  | 217  | 234  | 211  | 138  | 143  | 128  | 115  | 104  | 96   | 91   | 99   |
| Počet domů     | 48   | 48   | 42   | 43   | 44   | 41   | 42   | 42   | 37   | 38   | 34   | 38   | 41   | 43   | 41   |

## Obecní správa a politika
Dolní Vilímeč je členem mikroregionů Sdružení pro likvidaci komunálního odpadu Borek a Mikroregion Telčsko a místní akční skupiny Mikroregionu Telčsko.
Obec má sedmičlenné zastupitelstvo, v jehož čele stojí starosta Antonín Doležal.
| Období    | Voliči | Účast v % | Mandáty | Výsledky                                                   | Starosta          |
| --------- | ------ | --------- | ------- | ---------------------------------------------------------- | ----------------- |
| 2006–2010 | 77     | 83,12     | 9       | 5 Sbor dobrovolných hasičů II 4 Sbor dobrovolných hasičů I | František Herynek |
| 2010–2014 | 74     | 75,68     | 9       | 7 Sbor dobrovolných hasičů 2 Spolek matek                  | Antonín Doležal   |
| 2014–2018 | 75     | 68,00     | 7       | 6 SBOR DOBROVOLNÝCH HASIČŮ 1 1 SBOR DOBROVOLNÝCH HASIČŮ 2  | Antonín Doležal   |

## Hospodářství a doprava
Nachází se zde kovářství. Obcí prochází silnice III. třídy č. 4074 z Červeného Hrádku do Zvolenovic. Dopravní obslužnost zajišťují dopravci ICOM transport a ČSAD Jindřichův Hradec. Autobusy jezdí ve směrech Dačice, Nová Říše, Stará Říše, Telč, Budeč, Řásná, Želetava, Třebíč, Studená a Jihlava. Obcí prochází cyklistická trasa č. 5124 ze Strachoňovic do Červeného Hrádku.

## Školství, kultura a sport
Obec byla dříve přiškolena do Nové Říše, ale již v roce 1788 žádala o zřízení vlastní samostatné školy v obci. Teprve roku 1808 při generální vizitaci povolil brněnský biskup Schrattenbach vyučování v obci učitelským pomocníkem v chalupě zakoupené obcí. V letech 1836 až 1870 bylo žactvo posíláno opět do školy v Nové Říši a v letech 1870 až 1892 do bližšího Červeného Hrádku. V roce 1888 obec postavila na paměť 40letého panování císaře novou školu nákladem 6700 zl., otevřenou v roce 1892. Jednotřídní škola byla zrušena v sedmdesátých letech 20. století a žactvo převedeno do Nové Říše.
Sbor dobrovolných hasičů Dolní Vilímeč vznikl v roce 1941.

## Pamětihodnosti
- Kaple svatého Cyrila a Metoděje na návsi z roku 1728
- Boží muka z roku 1730 v podobě kamenného toskánského sloupu s hranolovou kaplicí na jihovýchodním okraji návsi při polní cestě k Vápovce
- V smírčí kámen s mečem
- Pomník obětem první světové války u kaple svatého Cyrila a Metoděje